# Wereldkampioenschappen roeien 1990
De 20e editie van de wereldkampioenschappen roeien werd in 1990 gehouden op het Lake Barrington nabij Barrington (Tasmanië), Australië.

## Medaillewinnaars

### Mannen
| Bootklasse              | Goud | Goud | Zilver | Zilver | Brons | Brons |
| Skiff M1x               |      | Jüri Jaanson |        | Vaclav Chalupa |       | Eric Verdonk |
| Lichte skiff LM1x       |      | Frans Goebel |        | Wim Van Belleghem |       | Per Saetersdal |
| Dubbel twee M2x         |      | Oostenrijk Christoph Zerbst Arnold Jonke |        | Duitse Democratische Republiek Stefan Ullrich Thomas Lange                                                                                                   |       | Australië Peter Antonie Paul Reedy |
| Twee zonder M2-         |      | Duitse Democratische Republiek Thomas Jung Uwe Kellner                                                                                                  |        | Sovjet-Unie Joeri Pimenov Nikolai Pimenov |       | Verenigd Koninkrijk Steven Redgrave Matthew Pinsent |
| Twee met M2+            |      | Italië Carmine Abbagnale Giuseppe Abbagnale Giuseppe Di Capua                                                                                           |        | Spanje José Ignacio Bugarín Ibon Urbieta Gabriel de Marco |       | Joegoslavië Milan Janša Robert Krašovec Robert Eržen |
| Lichte dubbel twee LM2x |      | Verenigde Staten Steve Peterson Robert Dreher |        | West-Duitsland Peter Müller Carsten Krüger |       | Oostenrijk Christoph Schmölzer Walter Rantasa |
| Dubbel vier M4x         |      | Sovjet-Unie Valeriy Dosenko Sergey Kinyakin Mykola Chupryna Ģirts Vilks                                                                                 |        | Zwitserland Ueli Bodenmann Marc-Sven Nater Alexander Rückstuhl Beat Schwerzmann                                                                              |       | Italië Alessandro Corona Gianluca Farina Massimo Paradiso Filippo Soffici                                                                                     |
| Vier zonder M4-         |      | Australië Nick Green Mike McKay Samuel Patten James Tomkins                                                                                             |        | Nederland Bart Peters Niels van der Zwan Jaap Krijtenburg Sven Schwarz                                                                                       |       | Duitse Democratische Republiek Ralf Brudel Olaf Förster Thomas Greiner Jens Luedecke                                                                          |
| Vier met M4+            |      | Duitse Democratische Republiek Bernd Eichwurzel Mario Gruessel Detlef Kirchhoff Stefan Schulz Hendrik Reiher                                            |        | West-Duitsland Wolfgang Klapheck Stefan Scholz Ansgar Wessling Volker Zimmermann Thomas Alt                                                                  |       | Sovjet-Unie Igor Bortnitski Sigitas Kučinskas Jonas Narmontas Vladimir Romanishin Petr Petrinitch                                                             |
| Lichte dubbel vier LM4x |      | Italië Francesco Esposito Massimo Lana Paolo Pittino Massimo Guglielmi                                                                                  |        | Frankrijk Bruno Boucher Bruno Lebeda Laurent Porchier Thierry Renault                                                                                        |       | Australië Simon Burgess Bruce Hick Gary Lynagh Stephen Hawkins                                                                                                |
| Lichte vier zonder LM4- |      | West-Duitsland Klaus Altena Michael Buchheit Stephan Fahrig Bernhard Stomporowski                                                                       |        | Frankrijk Stéphane Guérinot Laurent Irazusta Benoît Masson José Oyarzabal                                                                                    |       | Nederland Mark Emke Han de Regt Pim Laken Frank Gerritse |
| Acht M8+                |      | West-Duitsland Roland Baar Dirk Balster Frank Dietrich Christoph Korte Frank Richter Martin Steffes-Mies Matthias Ungemach Armin Weyrauch Manfred Klein |        | Canada Darren Barber Andy Crosby Robert Marland Derek Porter Michael Mike Rascher Bruce Robertson Brian Saunderson John Wallace Terrence Paul                |       | Duitse Democratische Republiek Thomas Baensch Andre Hache Frank Pawlowski Michael Peter Roland Schröder Hans Sennewald Thomas Woddow Lutz Thiede Peter Thiede |
| Lichte acht LM8+        |      | Italië Enrico Barbaranelli Franco Falossi Carlo Gaddi Fabrizio Ranieri Fabrizio Ravasi Andrea Re Roberto Romanini Alfredo Striani Giuseppe Lamberti     |        | Denemarken Svend Blitskov Peter Madsen Flemming Meyer Vagn Nielsen Henning Bay Nielsen Lars Rasmussen Hans Christian Sørensen Bo Vestergaard Stephen Masters |       | Verenigd Koninkrijk Christopher Bates Marysh Chmiel Peter Haining Toby Hessian Tom Kay Carl Smith Neil Staite Stephen Wright John Deakin                      |

### Vrouwen
| Bootklasse              | Goud | Goud | Zilver | Zilver | Brons | Brons |
| Skiff W1x               |      | Birgit Peter |        | Silken Laumann |       | Titie Jordache |
| Lichte skiff LW1x       |      | Mette Bloch Jensen |        | Laurien Vermulst |       | Rita de Fauw |
| Dubbel twee W2x         |      | Duitse Democratische Republiek Kathrin Boron Beate Schramm                                                                                            |        | Sovjet-Unie Ina Frolowa Tatjana Ustodgonino |       | Verenigde Staten Alison Townley Kris Karlson |
| Twee zonder W2-         |      | West-Duitsland Stefani Werremeier Ingeborg Althoff |        | Verenigde Staten Anna Seaton Stephanie Maxwell |       | Duitse Democratische Republiek Birte Siech Ina Justh |
| Lichte dubbel twee LW2x |      | Denemarken Ulla Jensen Regitze Siggaard |        | Verenigde Staten Lindsay Burns Holly Brunkov |       | Canada Brenda Colby Wendy Wiebe |
| Dubbel vier W4x         |      | Duitse Democratische Republiek Kerstin Köppen Claudia Krüger Sybille Schmidt Jana Sorgers                                                             |        | Sovjet-Unie Yelena Khloptseva Svitlana Mazij Mariya Omelianovych Sariya Zakyrova                                                                        |       | Tsjecho-Slowakije Hana Kafková Iva Mikolova Martina Šefčíková Irena Soukupová                                                                                          |
| Vier zonder W4-         |      | Roemenië Doina Șnep Iulia Bobeică Marioara Curela Doina Robu                                                                                          |        | West-Duitsland Sylvia Dördelmann Meike Holländer Gabriele Mehl Cerstin Petersmann                                                                       |       | Duitse Democratische Republiek Jeannette Barth Antje Frank Kathrin Haacker Judith Zeidler                                                                              |
| Lichte vier zonder LW4- |      | Canada Rachel Starr Jill Blois Diana Sinnige Colleen Miller                                                                                           |        | Australië Amanda Cross Pam Westendorf Sally Ninham Rebecca Joyce                                                                                        |       | China Liang Sanmei Lin Zhi-ai Zeng Meilan Zhang Huajie |
| Acht W8+                |      | Roemenië Doina Șnep Iulia Bobeică Constanța Burcică Veronica Cochela Marioara Curela Anisoara Oprea Marioara Popescu Doina Ciucanu-Robu Elena Nedelcu |        | Verenigde Staten Shelagh Donohoe Cynthia Eckert Sarah Gengler Kelley Jones Stephanie Maxwell-Pierson Tracy Rude Anna Seaton Kathryn Young Yasmin Farooq |       | Duitse Democratische Republiek Ramona Franz Christiane Harzendorf Anette Hohn Micaela Schmidt Ute Wagner Annegret Strauch Ute Noetzel-Wild Heike Winkler Yvonne Illing |

## Medailleklassement
| Plaats | Land                           | Goud | Zilver | Brons | Totaal |
| 1      | Duitse Democratische Republiek | 5    | 1      | 5     | 11     |
| 2      | West-Duitsland                 | 3    | 3      | 1     | 7      |
| 3      | Italië                         | 3    | 0      | 1     | 4      |
| 4      | Sovjet-Unie                    | 2    | 3      | 1     | 6      |
| 5      | Denemarken                     | 2    | 1      | 0     | 3      |
| 6      | Roemenië                       | 2    | 0      | 0     | 2      |
| 7      | Verenigde Staten               | 1    | 3      | 1     | 5      |
| 8      | Canada                         | 1    | 2      | 1     | 4      |
| 8      | Nederland                      | 1    | 2      | 1     | 4      |
| 10     | Australië                      | 1    | 1      | 2     | 4      |
| 11     | Oostenrijk                     | 1    | 0      | 1     | 2      |
| 12     | Frankrijk                      | 0    | 2      | 0     | 2      |
| 13     | België                         | 0    | 1      | 1     | 2      |
| 13     | Tsjecho-Slowakije              | 0    | 1      | 1     | 2      |
| 15     | Spanje                         | 0    | 1      | 0     | 1      |
| 15     | Zwitserland                    | 0    | 1      | 0     | 1      |
| 17     | Verenigd Koninkrijk            | 0    | 0      | 2     | 2      |
| 18     | China                          | 0    | 0      | 1     | 1      |
| 18     | Joegoslavië                    | 0    | 0      | 1     | 1      |
| 18     | Nieuw-Zeeland                  | 0    | 0      | 1     | 1      |
| 18     | Noorwegen                      | 0    | 0      | 1     | 1      |
| Totaal | Totaal                         | 22   | 22     | 22    | 66     |

Edities

1962 Luzern · 
1966 Bled · 
1970 St. Catharines · 
1974 Luzern · 
1975 Nottingham · 
1976 Villach · 
1977 Amsterdam · 
1978 Hamilton (alleen zwaar) · 
1978 Kopenhagen (alleen licht) · 
1979 Bled · 
1980 Hazewinkel · 
1981 München · 
1982 Luzern · 
1983 Duisburg · 
1984 Montréal · 
1985 Hazewinkel · 
1986 Nottingham · 
1987 Kopenhagen · 
1988 Milaan · 
1989 Bled · 
1990 Lake Barrington · 
1991 Wenen · 
1992 Montréal · 
1993 Račice · 
1994 Indianapolis · 
1995 Tampere · 
1996 Motherwell · 
1997 Aiguebelette · 
1998 Keulen · 
1999 St. Catharines · 
2000 Zagreb · 
2001 Luzern · 
2002 Sevilla · 
2003 Milaan · 
2004 Banyoles · 
2005 Gifu · 
2006 Eton · 
2007 München · 
2008 Ottensheim · 
2009 Poznań · 
2010 Hamilton · 
2011 Bled · 
2012 Plovdiv · 
2013 Chungju · 
2014 Amsterdam ·
2015 Aiguebelette ·
2016 Rotterdam ·
2017 Sarasota ·
2018 Plovdiv ·
2019 Ottensheim ·
2020 Bled ·
2021 Shanghai ·
2022 Račice ·
2023 Belgrado ·
2024 St. Catharines ·
2025 Shanghai · 
2026 Amsterdam

Onderdelen

Skiff · 
Lichte skiff · 
Dubbel twee · 
Lichte dubbel twee · 
Twee zonder · 
Lichte twee zonder · 
Twee met

Dubbel vier · 
Dubbel vier met · 
Lichte dubbel vier · 
Vier zonder · 
Lichte vier zonder · 
Vier met · 
Acht · 
Lichte acht